# Bird (film, 1988)
Pour les articles homonymes, voir Bird.
Pour plus de détails, voir Fiche technique et Distribution.
Bird est un film américain réalisé par Clint Eastwood et sorti en 1988. Il s'agit d'un film biographique sur Charlie Parker, alias « Bird » (Yardbird en VO), jazzman visionnaire et musicien accompli qui éleva le saxophone à un niveau d'expression inédit. Le film, présenté au festival de Cannes 1988, dépeint alternativement la jeunesse et la maturité de cet homme et de ce créateur de génie, sa carrière et ses drames personnels.

## Synopsis
Dès la fin des années 1930, le jeune Charlie Parker devient un virtuose du saxophone alto ; cela ne va pas sans difficultés pour être reconnu. La puissance et la beauté de son style font de lui un précurseur. Mais sa vie personnelle et privée est un enfer notamment en raison de son addiction à la drogue — depuis ses quinze ans — et à l'alcool ainsi que son amour pour les femmes et les relations difficiles qu'il entretient avec elles.

## Fiche technique
- Titre original et français : Bird
- Titre de travail : Yardbird Suite[1]
- Réalisation : Clint Eastwood
- Scénario : Joel Oliansky
- Musique originale : Lennie Niehaus
- Photographie : Jack N. Green
- Montage : Joel Cox
- Décors : Edward C. Carfagno
- Costumes : Glenn Wright
- Production : Clint Eastwood et David Valdes
- Sociétés de production : The Malpaso Company et Warner Bros
- Distribution : Warner Bros. (États-Unis), Les Acacias
- Budget : 9 millions de dollars[2]
- Pays de production :  États-Unis
- Format : Couleurs - 1,85:1 - Dolby Digital - 35 mm
- Genre : drame biographique, musical
- Durée : 154 minutes
- Dates de sortie[1] :
  - États-Unis, Canada : 30 septembre 1988
  - France : 1er juin 1988 (Festival de Cannes et sortie nationale)
  - France : 20 juillet 2011 (ressortie en salles)
- Affiche : Bill Gold (États-Unis)

## Distribution
- Forest Whitaker (VF : Emmanuel Jacomy) : Charlie « Bird » Parker
- Diane Venora (VF : Martine Meiraghe) : Chan Parker Richardson
- Michael Zelniker (VF : Thierry Ragueneau) : Red Rodney
- Samuel E. Wright (VF : Jacques Frantz) : Dizzy Gillespie
- Keith David (VF : Richard Darbois) : Buster Franklin[3]
- Michael McGuire (VF : Jean-Pierre Leroux) : Brewster
- James Handy (VF : Marcel Guido) : Esteves
- Damon Whitaker (VF : Emmanuel Jacomy) : Charlie, enfant
- Morgan Nagler (VF : Alexandra Garijo): Kim
- Arlen Dean Snyder (VF : Roland Ménard) : Dr Heath
- Sam Robards : Moscowitz
- Diane Salinger (VF : Nicole Favart) : la baronne Nica
- Bill Cobbs (VF : Robert Liensol) : Dr Caulfield
- Jason Bernard (VF : Marc de Georgi) : Benny Tate
- Tony Todd (VF : Daniel Sarky) : Frog
- John Witherspoon (VF : Gilbert Levy) : Sid
- Tim Russ (VF : Philippe Peythieu) : Harris
- Lou Cutell (VF : Yves Barsacq) : le père de la mariée
- Penelope Windust : l'infirmière de l'hôpital Bellevue

## Production

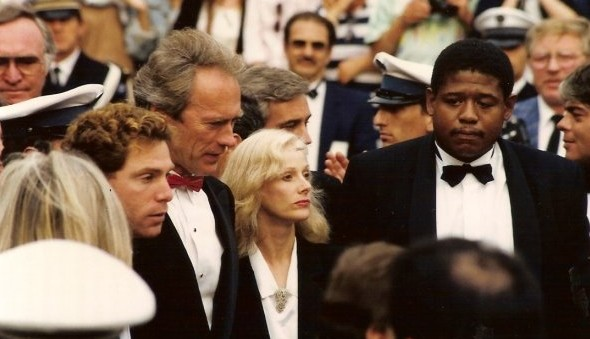
Clint Eastwood avec les comédiens Michael Zelniker et Forest Whitaker, et sa compagne Sondra Locke, lors de la présentation du film au festival de Cannes 1988.

### Genèse et développement
Dans les années 1970, Teddy Edwards, ami et collègue de Charlie Parker, partage ses souvenirs sur l'artiste au scénariste Joel Oliansky, qui souhaite faire un film biographique sur Parker. Le projet se développe alors chez Columbia Pictures. Sous l'impulsion de Clint Eastwood, la Warner récupère les droits du script en échange de ceux d'un projet qui deviendra Vengeance (Tony Scott, 1990),.
Clint Eastwood prend contact avec Chan Richardson, l'ex-femme de Charlie Parker, qui lui fait écouter des bandes inédites qui étaient conservées dans un coffre-fort.

### Attribution des rôles
C'est Damon Whitaker, le frère de Forest, qui incarne Charlie Parker plus jeune.
Le musicien Charles McPherson est la doublure pour tous les plans serrés sur les mains de Charlie Parker dans le film.

### Tournage
Le tournage a eu lieu principalement en Californie (Greystone Park & Mansion à Beverly Hills, Birds Landing, Locke dans le Comté de Sacramento, Burbank, Sacramento, Warner Brothers Burbank Studios, Stockton), mais également à Kansas City dans le Missouri.

### Musique
Le traitement de la bande son a fait l'objet d'un travail unique : les prises originales de Charlie Parker, souvent de simples enregistrements monophoniques, ont été numérisées, la partie de saxophone a été isolée puis remixée avec une nouvelle orchestration de Lennie Niehaus. La performance technique, saluée par plusieurs prix, a néanmoins été accueillie avec scepticisme par de nombreux amateurs de jazz.
Liste des titres de l'album,
| No  | Titre                                       | Musique                            | Durée |
| --- | ------------------------------------------- | ---------------------------------- | ----- |
| 1.  | Lester Leaps In                             | Lester Young                       | 4:39  |
| 2.  | I Can't Believe That You're In Love With Me | Clarence Gaskill, Jimmy McHugh     | 4:25  |
| 3.  | Laura                                       | Johnny Mercer, David Raksin        | 3:31  |
| 4.  | All Of Me                                   | Gerald Marks, Seymour Simons       | 3:37  |
| 5.  | This Time The Dream's On Me                 | Harold Arlen, Johnny Mercer        | 3:35  |
| 6.  | Ko Ko                                       | Charlie Parker                     | 4:19  |
| 7.  | Cool Blues                                  | Charlie Parker                     | 2:11  |
| 8.  | April In Paris                              | Vernon Duke, Edgar « Yip » Harburg | 3:19  |
| 9.  | Now's The Time                              | Charlie Parker                     | 3:20  |
| 10. | Ornithology                                 | Benny Harris, Charlie Parker       | 4:39  |
| 11. | Parker's Mood                               | Charlie Parker                     | 3:07  |

## Distinctions
Source : Internet Movie Database

### Récompenses
- Festival de Cannes 1988 : Prix d'interprétation masculine à Forest Whitaker, Grand Prix de la Commission Supérieure Technique pour la qualité de traitement sonore
- New York Film Critics Circle Awards 1988 : meilleure actrice dans un second rôle pour Diane Venora
- Oscars 1989 : meilleur son pour Les Fresholtz, Rick Alexander, Vern Poore et Willie D. Burton
- Golden Globes 1989 : meilleur réalisateur pour Clint Eastwood
- Prix Sant Jordi 1989 : meilleur film étranger, meilleur acteur étranger pour Forest Whitaker (également pour Good Morning, Vietnam), meilleure actrice étrangère pour Diane Venora
- Union de la critique de cinéma 1989 : Grand Prix

### Nominations
- Los Angeles Film Critics Association Awards 1988 : meilleure actrice dans un second rôle pour Diane Venora, meilleure musique pour Lennie Niehaus et Charlie Parker
- New York Film Critics Circle Awards 1988 : meilleur réalisateur pour Clint Eastwood
- Golden Globes 1989 : meilleur acteur dans un film dramatique pour Forest Whitaker, meilleure actrice dans un second rôle pour Diane Venora
- BAFTA 1989 : meilleure musique de film pour Lennie Niehaus, meilleur son pour Alan Robert Murray, Robert G. Henderson, Willie D. Burton et Les Fresholtz
- César 1989 : meilleur film étranger

## Accueil

### Box-office
- États-Unis : 2 181 286 $[12],[2]
- France : 866 980 entrées[2]

## Commentaire
Le film est l'un des très rares consacrés au jazz (avec le film  Ray de Taylor Hackford consacré au musicien Ray Charles, interprété par Jamie Foxx, le documentaire Straight, No Chaser de Charlotte Zwerin consacré au pianiste Thelonious Monk et Autour de minuit de Bertrand Tavernier, évocation mélangée du saxophoniste Lester Young et du pianiste Bud Powell), et émane d'un réalisateur lui-même musicien. Ce côté exceptionnel est aussi renforcé par la structure même du film qui, loin d'être une biographie linéaire ou un long flashback, épouse la forme d'un morceau de jazz en faisant intervenir et revenir des thèmes, en faisant circuler son histoire entre quelques intervenants et lieux principaux, le tout baignant dans un éclairage souvent nocturne.

### Citations de Clint Eastwood
- « J'ai toujours été fasciné par les musiciens. Honkytonk Man était une sorte d'archétype des chanteurs de folk et de country. Mais j'adore les jazzmen depuis toujours. Lester Young, Count Basie, Dave Brubeck, Gerry Mulligan. Aujourd'hui, les jeunes connaissent le rock, pas le jazz. Dommage. Avant de tourner, il était plus important de rencontrer ceux qui avaient connu Parker que de lire des livres sur lui. Le cinéma se fait en observant la vie des gens. Parker était quelqu'un d'incroyable, au cerveau curieusement fait. Pour la musique, il avait des années d'avance sur tout le monde. Mais dans la vie, il est resté un garçon gentil et sensible[13]. »
- À propos de la durée du film : « Mais comment peut-on comprendre et aimer Parker si on n'a pas le temps de s'imprégner de sa musique ? Je déteste les prétendus films de jazz où il n'y a que deux mesures à la fin. Au milieu, les gens parlent, parlent. Ce n'est pas le cas dans Bird, je crois. Mais la musique, sans doute, pénètre en vous moins vite que les mots[14]. »